# NGC 1445
NGC 1445 este o galaxie spirală situată în constelația Eridanul. A fost descoperită în 1886 de către Frank Muller.